# Paradryomyza spinigera
Paradryomyza spinigera är en tvåvingeart som beskrevs av Ozerov 1987. Paradryomyza spinigera ingår i släktet Paradryomyza och familjen buskflugor. Inga underarter finns listade i Catalogue of Life.